# Barredos
Barredos (en asturiano Los Barreros, oficialmente Los Barreros/Barredos) es un pueblo de la parroquia de Tiraña, en el concejo asturiano de Laviana (España). Se encuentra a 2 kilómetros de la capital del concejo, Pola de Laviana, a 34 kilómetros de Oviedo y a 39 kilómetros de Gijón. 

## Historia
La localidad urbana de Barredos nació como poblado minero tras el auge de la minería de hulla en esta zona de la Cuenca Minera del Nalón. En la década de 1950 creció considerablemente con la construcción de la barriada obrera "Primero de mayo", lugar de residencia para muchos de los trabajadores del Pozo Carrio. En el centro del barrio se construyó la iglesia de San José Obrero, cuyo sobrio campanario destaca por encima de los tejados. La Avenida del Principado divide la localidad en dos partes: la barriada con la iglesia y el pueblo viejo. El río Tiraña, afluente del Nalón, cruza la localidad.
Algunas sendas mineras recorren antiguos lugares de explotación del carbón. Junto a una de ellas se encuentra el puente colgante de Rimoria, construido por Duro Felguera, con un perfil similar al puente de Vizcaya pero mucho más pequeño. 
Las fiestas del pueblo tienen lugar el último fin de semana del mes de septiembre, en honor a los Santos Mártires, siendo la tradición subir al Prau de los Mártires, donde se encuentra la capilla de San Cosme y San Damián.

## Servicios y comunicaciones
Barredos cuenta con dos centros educativos (CP Maximiliano Arboleya y el IES/FP Alto Nalón). Tiene también una cancha deportiva cubierta y apeadero de FEVE de la línea Laviana-Gijón. También cuenta con servicio regular de autobús: Autobuses de Langreo (comarcal) y Alcotán y Autos Sama (Oviedo y Gijón).